# Енгалычевы
Енгалы́чевы (князь Енгалычевы, Енголычевы, Янгалычевы тат. Yangılıçevlar, Янгылычевлар) — три русских княжеских рода татарского происхождения.
Правительствующий Сенат официально признал три рода Енгалычевых:
1. Потомки кадомского князя Янглыча Бедишева, который в грамоте царя Иоанна Васильевича от 28 марта 1580 года назван князем мордвы Кадомской и Стяльдемской.
2. Потомки Ишмамета и Алмакая Енгалычовых названных в писцовых книгах Шацкого уезда 1621 года — князьями.
3. Потомки Семёна Исяневича Енгалычёва, который в грамоте императора Петра I в 1723 году назван князем[1][2].

По мнению Г. Ф. Саттарова имя Янгалыч (Янгылыч) состоит из слов ян (лук) и кылыч (сабля) и имеет значение «радуга».
В Боярской книге (1690—1692) царскими стольниками записаны князья Енголычевы: Терантий, Семён, Дмитрий и Иван Мамаделеевы, Иван Дмитриевич, Иван Мамешев, Иван Матвеев, Михаил Иванашев, Фёдор, Михаил и Пётр Ильины, Никита Сюнбаев, Пётр Баймашев, Семён Мердяшев.

## Род кадомских мурз князей Енгалычевых
Происходит от выходцев из Золотой Орды  князя Мамы, внук его, родоначальник фамилии князь Янглыч Бедишев упоминается в грамоте (1539), и назван князем мордвы Кадомской и Стяльдемской в грамоте (1580), владел вотчинами в Мещерском уезде († до 1589), так как в этом году упоминается его сын князь Енгилдей Енгалычев с братьями. Потомки их во всех царских грамотах и документах писались князьями.
Определением Правительствующего Сената (09 сентября 1840, 03 апреля 1853 и 22 декабря 1854) этот род утверждён в достоинстве татарских князей с внесением в V часть родословной книги:
1. Коллежский асессор Николай Александрович и его дети: штабс-ротмистр Андрей. Алексей и Мария, а также внуки: Анна и Николай Андреевичи.
2. Поручик Иван Александрович.
3. Капитан Андрей Александрович.

С внесением в VI часть родословной книги:
1. Гвардии подпоручик Иван Фролович и его сыновья: подпоручик Тимофей, прапорщик Иван, поручик Михаил и внук: артиллерии поручик Василий Иванович[1].

Этот род Енгалычевых внесен в I, V и VI части родословных книг Владимирской, Казанской, Московской, Пензенской, Рязанской, Тамбовской и Тверской губерний.

### Известные представители
- Енгалычев, Николай Иванович (1818—1898) — тамбовский губернский предводитель дворянства, первый председатель губернской земской управы.
  - Енгалычев, Павел Николаевич (1864—1944) — русский генерал-лейтенант, генерал-адъютант.
  - Енгалычев, Николай Николаевич (1865—1916) — офицер Кавалергардского полка, полковник Генерального штаба[5].
- Енгалычев, Николай Николаевич (1836—1916) — русский драматург.
- Енгалычев, Николай Николаевич (1915—1981) — итальянско-канадский шахматист.
- Енгалычев, Николай Александрович (08.10.1862 — 01.01.1926) — русский генерал[6].
- Енгалычев, Николай Владимирович (en:Nicholas Engalitcheff; 1868/1874—1935) — инженер путей сообщения, надворный советник, вице-консул в Чикаго
- Енгалычев, Эммануил Елпидифорович (1833—1901) — генерал-майор, начальник 4-го округа Отдельного корпуса пограничной стражи. Похоронен на Русском (Вильском) кладбище в Житомире. Эпитафии на памятнике: "Первому Начальнику 4-го Округа Отд. Корп. Пограничной Стражи Генерал Маіору Еммануилу Ельпидифоровичу Князю Енгалычеву"; "От офицеров Штаба 4-го округа и Бригад: Сандомирской, Томашевской, Волынской , Волочинской и Хотинской"; " Господи, да  будет воля Твоя"; " Род. 17 Декабря 1833 г. Сконч.  12 Ноября 1901г."
- Енгалычев, Александр Елпидифорович (1825—1905) — генерал-майор с 11.05.1876 [7]

## Род шацких мурз князей Енгалычевых
Первым известным представителем фамилии является цненский князь Тениш Янгалычев Амесев с братьями Позняком мурзой, Невером мурзой и Бовкаем мурзой. Им был пожалован ясак с тялдемской мордвы (1575).
… царь и великий князь Иван Васильевич всеа Русии, пожаловал есми цненского Тениша Янгалычава сына Омесева да его братью родных Позняка-мурзу, да Невера-мурзу, да Бовкая-мурзу стяледемские мордвы ясаком… А старого ясаку за Темишем князем Янгалычевым с кершинские мордвы два рубли и десять алтын…

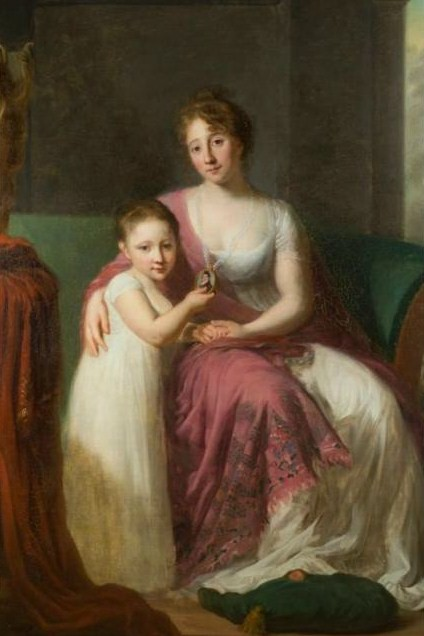
Княгиня Надежда Фёдоровна Енгалычева (1776—1840; жена князя Парфения Енгалычева) с дочерью Александрой (1799—1871)

От сына князя Тениша князя Бигильдея Тенишева (упоминается в 1613 г.) пошла ветвь Енгалычевых переселившаяся в Уфимскую губернию. От сыновей Невера мурзы Ишмамета и Алыша пошла ветвь, проживавшая в Шацком уезде.
В писцовых книгах Шацкого уезда 1621 года, Ишмамет и Алмакай Енгалычевы названы князьями. Потомки их во всех служебных и других официальных актах писались князьями. Определение Правительствующего Сената от 10 февраля 1839 года, 09 сентября 1847 года, 27 мая 1854 года и 02 августа 1855 года утверждены с достоинстве татарских князей, с внесением в V часть родословной книги:
1. Ротмистр Парфений Николаевич и его сын поручик Елпидифор,  а также внуки: Иван, Александр, Владимир, Мануил, Константин, Надежда, Наталья, Екатерина и Пётр Елпидифоровичи.

В VI часть родословной книги:
1. Сын Парфения Николаевича - поручик Аполлон (10.04.1794[8]) с детьми: Григорием, Иваном и Ларисою[1].

Этот род Енгалычевых внесен в V и VI части родословных книг Тамбовской и Петербургской губерний.

### Известные представители
- Акмамет мурза Килмаметев сын (также Никифор Матвеевич) — ротмистр роты шацких татар в 1687—1704 гг.
- Парфений Николаевич (1769—1829) — писатель, шацкий уездный предводитель дворянства. В молодости принадлежал к кружку Новикова. Автор книг: «Простонародный лечебник» (3-е изд., 1808), «О физическом и нравственном воспитании» (СПб., 1824), «Словарь добродетелей и пороков» (СПб., 1828) и многих др.

## Род князя Семёна Исяневича Енгалычева
В грамоте императора Петра I от 1723 года Семён Исяневич Енгалычев назван князем. Потомки его во всех документах и других официальных актах писались князьями. Определением Правительствующего Сената от 10 июля 1851 года утверждены в достоинстве татарских князей с внесением в I-ую часть родословной книги:
1. Подпоручик Иван Андреевич и его дети: Валериан, Татьяна и Ирина.
2. Матвей Андреевич и его сын Иван[1].

## Геральдика
В августе 1798 года бригадир князь Александр Иванович Енгалычев в письме директору  Герольдии О.П. Козодавлеву просил внести его "издревле употребляемый" родовой герб в ОГДР в число княжеских. Однако князья Енгалычевы принадлежали к группе так называемых "татарских князей" и согласно именному указу императора Павла I от 20 января 1797 года, их гербы в отдел российских княжеских не вносились, поскольку титул часто являлся лишь переводом слова "мурза" и не означал особого социального статуса. Исключения делались только для тех родов, которые происходили от восточных правителей (Черкасские, Урусовы, Юсуповы). По повелению Павла I дело о статусе князей Енгалычевых специально рассматривалось в Герольдии, поскольку они претендовали на происхождение от астраханских царей, что можно было истолковать, как происхождение от владетельного рода. В Герольдию за требовались документы о родословии и гербе князей Енгалычевых. Рассмотрев документы, Герольдия в феврале 1799 года констатировала, что о происхождении князей Енгалычевых от царей астраханских "достаточных и сомнению неподтвержденных доказательств не представлено", поэтому в просьбе о причислении герба к числу российских княжеских было отказано.